# فرناندو سوكري

فرناندو سوكري

فرناندو سوكري (بالإنجليزية: Fernando Sucre)‏ هو إحدى الشخصيات الرئيسية في المسلسل التلفزيوني الأمريكي بريسون بريك، قام بتأدية هذه الشخصية الممثل البورتوريكي أموري نولاسكو. شريك مايكل سكوفيلد في الزنزانة.

## حياته قبل السجن
من اصول بورتوريكية (تماما، مثل الممثل) ترعرع سوكري في مدينة شيكاغو، وواجه عدة مشاكل مع العدالة. ارسلته والدته إلى مدينة نيويورك عند أحد الاقارب ليبحث له عن عمل، ووجد بالتأكيد عملا. واعجب ب فتاة اسمها ماري كروز.كان صديقه الحميم جلي كوز.
يعيش حالياً في أستراليا في مقاطعة نيوساوث ويلز في مدينة سيدني وفي أفخر وأرقى الأحياء هو وبصحبته العديد من النجوميين من مسلسل بريزون بريك ومن هوليود